# تاكاشي موري
تاكاشي موري (باليابانية: 森 敬史) (4 مارس 1985 في آيتشي في اليابان – )؛ هو لاعب كرة قدم سابق كان يلعب كلاعب وسط.

## وصلات خارجية
- تاكاشي موري على موقع عالم كرة القدم.نت (الإنجليزية)